# Las Tunas (província)
Las Tunas é uma província de Cuba. Sua capital é a cidade de Las Tunas.
A população urbana é de 323.384 habitantes, ou seja, 61,5 % da população total.

## Municípios
- Manatí
- Puerto Padre
- Jesús Menéndez
- Majibacoa
- Las Tunas
- Jobabo
- Colombia
- Amancio Rodríguez